# Sphaeronectes irregularis
Sphaeronectes irregularis is een hydroïdpoliep uit de familie Sphaeronectidae. De poliep komt uit het geslacht Sphaeronectes. Sphaeronectes irregularis werd in 1873 voor het eerst wetenschappelijk beschreven door Claus. 